# David Legwand
David Legwand (né le 18 août 1980 à Détroit, dans l'État du Michigan aux États-Unis) est un joueur professionnel retraité américain de hockey sur glace,.

## Carrière

### Carrière en club
En 1998, il participe au repêchage d'entrée dans la Ligue nationale de hockey et est choisi par les Predators de Nashville lors du premier tour, le deuxième joueur choisi en tout.
Dès la saison 1998-1999, il dispute son premier match avec les Predators mais ce n'est que lors de l'année suivante qu'il trouvera sa place de titulaire.
Après avoir évolué durant 13 saisons et demie avec les Predators, il est échangé le 5 mars 2014 aux Red Wings de Détroit contre Calle Järnkrok, Patrick Eaves et un choix de repêchage. Après avoir évolué avec les Red Wings vers la fin de la saison, il signe le 4 juillet 2014 un contrat de deux ans avec les Sénateurs d'Ottawa.
Il ne joue qu'une seule saison dans la capitale nationale puisqu'il est échangé le 26 juin 2015 avec le gardien Robin Lehner aux Sabres de Buffalo contre le choix de premier tour des Sénateurs lors du repêchage 2015.
Legwand annonce son retrait de la compétition le 22 décembre 2016.

### Carrière internationale
Il représente les États-Unis au niveau international.

## Statistiques

### En club
| Saison     | Équipe                 | Ligue      |       | Saison régulière | Saison régulière | Saison régulière | Saison régulière | Saison régulière |    | Séries éliminatoires | Séries éliminatoires | Séries éliminatoires | Séries éliminatoires | Séries éliminatoires |
| Saison     | Équipe                 | Ligue      | PJ    | B                | A                | Pts              | Pun              | PJ               | B  | A                    | Pts                  | Pun                  |                      |                      |
| 1996-1997  | Compuware Ambassadors  | NAHL       | 44    | 21               | 41               | 62               | 58               | -                | -  | -                    | -                    | -                    |                      |                      |
| 1997-1998  | Whalers de Plymouth    | LHO        | 59    | 54               | 51               | 105              | 56               | 15               | 8  | 12                   | 20                   | 24                   |                      |                      |
| 1998-1999  | Whalers de Plymouth    | LHO        | 55    | 31               | 49               | 80               | 65               | 11               | 3  | 8                    | 11                   | 8                    |                      |                      |
| 1998-1999  | Predators de Nashville | LNH        | 1     | 0                | 0                | 0                | 0                | -                | -  | -                    | -                    | -                    |                      |                      |
| 1999-2000  | Predators de Nashville | LNH        | 71    | 13               | 15               | 28               | 30               | -                | -  | -                    | -                    | -                    |                      |                      |
| 2000-2001  | Predators de Nashville | LNH        | 81    | 13               | 28               | 41               | 38               | -                | -  | -                    | -                    | -                    |                      |                      |
| 2001-2002  | Predators de Nashville | LNH        | 63    | 11               | 19               | 30               | 54               | -                | -  | -                    | -                    | -                    |                      |                      |
| 2002-2003  | Predators de Nashville | LNH        | 64    | 17               | 31               | 48               | 34               | -                | -  | -                    | -                    | -                    |                      |                      |
| 2003-2004  | Predators de Nashville | LNH        | 82    | 18               | 29               | 47               | 46               | 6                | 1  | 0                    | 1                    | 8                    |                      |                      |
| 2004-2005  | HC Bâle                | LNB        | 3     | 6                | 2                | 8                | 2                | 19               | 16 | 23                   | 39                   | 20                   |                      |                      |
| 2005-2006  | Admirals de Milwaukee  | LAH        | 3     | 0                | 0                | 0                | 0                | -                | -  | -                    | -                    | -                    |                      |                      |
| 2005-2006  | Predators de Nashville | LNH        | 44    | 7                | 19               | 26               | 34               | 5                | 0  | 1                    | 1                    | 8                    |                      |                      |
| 2006-2007  | Predators de Nashville | LNH        | 78    | 27               | 36               | 63               | 44               | 5                | 0  | 3                    | 3                    | 2                    |                      |                      |
| 2007-2008  | Predators de Nashville | LNH        | 65    | 15               | 29               | 44               | 38               | 3                | 1  | 0                    | 1                    | 2                    |                      |                      |
| 2008-2009  | Predators de Nashville | LNH        | 73    | 20               | 22               | 42               | 32               | -                | -  | -                    | -                    | -                    |                      |                      |
| 2009-2010  | Predators de Nashville | LNH        | 82    | 11               | 27               | 38               | 24               | 6                | 2  | 5                    | 7                    | 8                    |                      |                      |
| 2010-2011  | Predators de Nashville | LNH        | 64    | 17               | 24               | 41               | 24               | 12               | 6  | 3                    | 9                    | 8                    |                      |                      |
| 2011-2012  | Predators de Nashville | LNH        | 78    | 19               | 34               | 53               | 26               | 10               | 0  | 3                    | 3                    | 10                   |                      |                      |
| 2012-2013  | Predators de Nashville | LNH        | 48    | 12               | 13               | 25               | 20               | -                | -  | -                    | -                    | -                    |                      |                      |
| 2013-2014  | Predators de Nashville | LNH        | 62    | 10               | 30               | 40               | 30               | -                | -  | -                    | -                    | -                    |                      |                      |
| 2013-2014  | Red Wings de Détroit   | LNH        | 21    | 4                | 7                | 11               | 31               | 5                | 0  | 0                    | 0                    | 0                    |                      |                      |
| 2014-2015  | Sénateurs d'Ottawa     | LNH        | 80    | 9                | 18               | 27               | 32               | 3                | 0  | 0                    | 0                    | 0                    |                      |                      |
| 2015-2016  | Sabres de Buffalo      | LNH        | 79    | 5                | 9                | 14               | 14               | -                | -  | -                    | -                    | -                    |                      |                      |
| Totaux LNH | Totaux LNH             | Totaux LNH | 1 136 | 228              | 390              | 618              | 551              | 55               | 13 | 15                   | 28                   | 46                   |                      |                      |

### Statistiques en équipe nationale
| Année | Équipe     | Compétition                 |   | PJ | B | A | Pts | Pun      |  | Résultats |
| 1998  | États-Unis | Championnat du monde junior | 7 | 0  | 0 | 0 | 2   | 5e place |  |           |
| 1999  | États-Unis | Championnat du monde junior | 6 | 1  | 3 | 4 | 31  | 8e place |  |           |
| 1999  | États-Unis | Championnat du monde        | 6 | 0  | 2 | 2 | 4   | 6e place |  |           |
| 2000  | États-Unis | Championnat du monde        | 6 | 1  | 1 | 2 | 4   | 5e place |  |           |
| 2001  | États-Unis | Championnat du monde        | 9 | 2  | 4 | 6 | 4   | 4e place |  |           |
| 2005  | États-Unis | Championnat du monde        | 7 | 0  | 1 | 1 | 4   | 6e place |  |           |